# マルガリータ・ロブレス
マリア・マルガリータ・ロブレス・フェルナンデス（スペイン語: María Margarita Robles Fernández, 1956年11月10日 - ）は、スペイン・レオン県レオン出身の判事・閣僚。2018年6月7日からペドロ・サンチェス内閣でスペインの国防大臣を務めている。

## 経歴
1956年11月10日、カスティーリャ地方のレオン県レオンに生まれた。父親は弁護士であり、母親は主婦だった。12歳の時に一家でカタルーニャ地方のバルセロナに移住し、バルセロナ大学で法学の学位を取得して卒業した。25歳だった1981年、司法学校での訓練を首席で終えて司法の世界に入り、スペインで4番目の女性判事となった。
スペイン社会労働党(PSOE)のフェリペ・ゴンサレス首相の下で、1994年から1996年には公安長官に任命され、フアン・アルベルト・ベリョッチ法務大臣・内務大臣の下で事実上の法務副大臣・内務副大臣を務めた。1996年スペイン議会総選挙で社会労働党がホセ・マリア・アスナール率いる国民党(PP)に敗れたため、ロブレスは司法の世界に戻った。2004年にはスペイン最高裁判所の裁判官に就任し、その役職を務めた4人目の女性となった。
2016年スペイン議会総選挙では、社会労働党のマドリード州選挙区の候補者リストの第2位となり、2016年4月19日にスペイン下院議員に就任した。2018年には国民党のマリアーノ・ラホイ首相に対する不信任投票が成功し、新たに就任したペドロ・サンチェス首相によってサンチェス内閣の国防大臣に任命された。2019年12月1日より外務大臣を兼任する予定。
2020年新型コロナウイルス禍の中で、ロブリスは軍を動員し、いくつもの老人ホーム、駅、港、空港など公共施設の消毒を行った。スペイン下院国防委員会で、ロブリスは軍の任務を賞賛し、任務の批判については「独占的に」自分が引き受けると説明した。この危機において彼女の人気は急上昇。68%近くの支持率を達成し、数十年で最高の大臣となった。